# Szczecinse Niesky-trams
Szczecinse Niesky-trams was een serie tweeassige elektrische tramwagens van in totaal 31 exemplaren. Ze zijn hoofdzakelijk gebouwd door de Duitse fabrikant Christopf & Unmack en werden 1930, 1939 en 1942 afgeleverd. De LHB-wagons werden aangekocht door het toenmalige openbaarvervoerbedrijf Stettiner Straßen-Eisenbahn-Gesellschaft, later Stettiner Stadtwerke – Abteil Straßenbahn und Kraftverkehr.

## Beschrijving
De wagens zijn ontworpen als tweeassige motor- en bijwagens met centrale ingangen. De carrosserie van een Niesky-wagen was 10.500 millimeter lang en 2.200 millimeter breed. De wagen hadden aan beide zijden tweevleugelige schuifdeuren. De trams hadden 24 zitplaatsen en ongeveer 44 staanplaatsen. De stroom werd afgenomen via een tweebeenpantograaf.

## Gebruik
Aanvankelijk werden er 10 bijwagens (serie met de nummers 507–516) en 6 motorwagens (serie met de nummers 180–185) besteld. Ze reden voornamelijk op lijn 1. De overige 15 motorwagens (nummers 186–200) werden aangeschaft in 1942. Na het einde van de Tweede Wereldoorlog 5 trams werden verkocht naar Poznań: de 183, 504, 509, 512 en 516. De resterende trams ontvangen nieuwe kleuren. 1958–1967 werden de Szczecinse Niesky-motorwagens omgebouwd tot bijwagen. Ze reden achter de Poolse trams Konstal N en Konstal 4N. De laatste Szczecinse Niesky-tweeassers deden dienst in 1975.

## Leveringen
| Staat     | Stad     | Type               | Leveringsjaars | Aantal | Nummers |
| --------- | -------- | ------------------ | -------------- | ------ | ------- |
| Duitsland | Szczecin | Niesky-motorwagens | 1939           | 21     | 180–200 |
| Duitsland | Szczecin | Niesky-bijwagens   | 1930           | 10     | 507–516 |
| Som:      | Som:     | Som:               | Som:           | 32     |         |